# Nuevo Belem
Nuevo Belem är en ort i Mexiko.   Den ligger i kommunen Teopisca och delstaten Chiapas, i den sydöstra delen av landet, 800 km öster om huvudstaden Mexico City. Nuevo Belem ligger 2 143 meter över havet och antalet invånare är 396.
Terrängen runt Nuevo Belem är kuperad åt nordost, men åt sydväst är den bergig. Runt Nuevo Belem är det ganska tätbefolkat, med 104 invånare per kvadratkilometer. Närmaste större samhälle är Teopisca, 6,6 km sydost om Nuevo Belem. I omgivningarna runt Nuevo Belem växer huvudsakligen savannskog.